# Akagi Maru
Die Akagi Maru (japanisch 赤城丸) war ein kurz vor dem Zweiten Weltkrieg in Dienst gestelltes Stückgutfrachtschiff der japanischen Reederei NYK (Nippon Yūsen Kabushiki Kaisha), das zu Beginn des Krieges im Pazifik zu einem Hilfskreuzer der kaiserlich japanischen Marine umgebaut wurde und schließlich 1944 durch Feindeinwirkung in Verlust geriet. Der Frachter, zugleich das Typschiff und der Namensgeber der aus drei Einheiten bestehenden Akagi-Maru-Klasse, wurde am 2. Dezember 1935 auf der Mitsubishi-Werft in Nagasaki auf Kiel gelegt, lief im Juni 1936 von Stapel und wurde schließlich am 10. September 1936 für die NYK in Dienst gestellt. Erster Kapitän des Schiffes war Kusano Kiyoshi.

## Technische Details
Die Akagi Maru war 147,75 m lang (maximal) und 18,98 m breit. Ihr durchschnittlicher Tiefgang lag bei 8,40 m, konnte aber bei voller Beladung auf bis zu 10,45 m ansteigen (dieser Wert wird auch im nebenstehenden Informationsblock genutzt). Eine 8-Zylinder-Mitsubishi-Sulzer-Dieselmaschine mit 8771 PSe, die eine Welle ansteuerte, ermöglichte dem Schiff (bei maximal 118 Umdrehungen pro Minute) eine Höchstgeschwindigkeit von 18,9 Knoten (35 km/h), was die Akagi Maru zu einem vergleichsweise schnellen Handelsschiff machte. Bei sparsamer Fahrtgeschwindigkeit von 15 Knoten (28 km/h) und mit vollem Treibstoffvorrat (dieser belief sich auf rund 2.500 Tonnen Dieselöl) lag die rechnerische Seeausdauer bei etwa 36.000 Seemeilen. Zur Aufnahme von Stückgut besaß das Schiff fünf Ladeluken – davon zwei auf dem Vorschiff und drei kleinere achtern der Hauptaufbauten – sowie vier Ladebäume. Die Besatzungsstärke betrug 60 Mann.
Im Rahmen der Umrüstung zu einem Hilfskreuzer 1941 kamen fünf ältere 15,2-cm-Geschütze des Typs 41 – es handelte sich hierbei um vormals eingelagerte Marinekanonen aus dem Jahr 1908 – in Einzelaufstellung, eine 7,62-cm-Flugabwehrkanone Typ 88, zwei leichte 7,7-mm-Fla-Maschinengewehre und ein Katapult sowie zwei Schwimmerflugzeuge des Typs Aichi E13A an Bord; allerdings waren diese Aufklärungsmaschinen erst ab Frühjahr 1942 auf dem Schiff. Die Besatzung des Hilfskreuzers lag bei etwa 380 Mann. Im Verlauf des Krieges erhielt die Akagi Maru bis 1944 – wahrscheinlich im Frühjahr 1943 – zudem noch zwei (oder vier?) 25-mm-Flugabwehrkanonen des Typs 96 sowie zwei weitere Maschinengewehre. In dieser Zeit kamen auch eine Sonaranlage sowie Abrollgestelle für bis zu zwölf Wasserbomben zum Einbau. Ferner wurde ein Teil der Laderäume durch das Einziehen von Zwischendecks und den Einbau von Niedergängen für den Truppentransport eingerichtet. Diese Umbaumaßnahmen ließen die Wasserverdrängung des Schiffes auf rund 15.000 ts anwachsen.

## Dienst- und Einsatzzeit
Der über 18 Knoten schnelle Frachter sollte vor allem auf den Routen nach Europa und nach Südamerika zum Einsatz kommen.

### Vorkriegszeit
Nach ihrer Indienstnahme und dem Ende der Erprobung begann die Akagi Maru ab Sommer 1937 mit Fahrten nach Europa, wobei unter anderem die Jungfernfahrt das Schiff nach Liverpool und nach Hamburg führte. Diese Fahrten wurden bis Sommer 1939 absolviert. Nach dem Ausbruch des Zweiten Weltkrieges im September 1939 und dem Beginn der Kämpfe in Europa wurde der Frachter ab Herbst 1939 vorzugsweise nur noch auf den pazifischen Routen zwischen Japan und Mittel- und Südamerika eingesetzt. Hierbei lief die Akagi Maru unter anderem Manzanillo, Panama-Stadt und Valparaíso in Chile an.
Im Vorfeld des Krieges im Pazifik wurde der Frachter schließlich am 23. November 1941 von der kaiserlich japanischen Marine requiriert und nach einem knapp dreiwöchigen Umbau auf der Hitachi-Werft in Osaka am 10. Dezember 1941 als Hilfskreuzer in Dienst gestellt. Kommandant des Schiffes, das nun eine Besatzung von fast 400 Mann hatte, war Kaigun-Taisa Sakuma Masao (作間 応雄).

### Einsatz im Zweiten Weltkrieg
Zu Beginn des pazifischen Krieges und nach dem japanischen Angriff auf Pearl Harbor gehörte die Akagi Maru zum Marinedistrikt Kure und war ab Januar 1942 dem 22. Hilfskreuzergeschwader (unter Kaigun-Shōshō Horiuchi Shigenori (堀内 茂礼)), dem auch die beiden Schwesterschiffe Asaka Maru und Awata Maru angehörten, zugeteilt. Bis zum Juni 1943 wurde das Schiff dabei zumeist zu Patrouillen- und zu Versorgungsaufgaben in den nördlichen Küstengewässern Japans herangezogen und pendelte unter anderem zwischen Yokosuka, Kushiro, Akkeshi, den Kurilen und der Marcus-Insel. Hierbei transportierte die Akagi Maru im März 1943 rund 3000 Soldaten und 18 leichte Typ-95-Panzer der 5. Gemischten Brigade von Yokosuka nach Kashiwabara auf den Kurilen. Im März 1943 kam zudem mit Kaigun-Taisa Kurosaki Rinzō (黒崎 林蔵) ein neuer Kommandant an Bord.
Nachdem sich die Lage für Japan im südwestpazifischen Raum verschlechtert hatte – vor allem nach dem Ende der Kämpfe um Guadalcanal und dem Beginn der alliierten Offensive gegen die Salomonen – wurde der Hilfskreuzer ab Sommer 1943 zu Nachschubfahrten in dieser Region sowie im Westpazifik eingesetzt.
Dabei überführte das Schiff im Winter 1943/44 auf zwei verschiedenen Fahrten auch rund 2200 Soldaten des 5. Selbständigen Gemischten Regiments und des 16. Panzerregiments, 18 Typ-95-Panzer, sechs 7,5-cm-Feldgeschütze sowie acht leichte 3,7-cm-Pak nach Wake. Nachdem die Akagi Maru hierbei am 16. Januar 1944 während des Versuches einer neuerlichen Fahrt nach Wake vor Sukumo nur knapp einem Torpedoangriff des US-U-Bootes Sturgeon entgangen war, wurden diese zunehmend riskanter werdenden Fahrten jedoch völlig eingestellt. Die Akagi Maru war das letzte japanische Überwasserkriegschiff gewesen, das die Insel Wake während des Krieges erreicht hatte.
Nach dem Beginn der US-Offensive gegen die Marshallinseln (s. Operation Flintlock) Ende Januar 1944, wurde die Akagi Maru, gemeinsam mit dem Hilfskreuzer Aikoku Maru, dem großen U-Boot-Begleitschiff Yasukuni Maru und drei Zerstörern, zu einer Versorgungsmission nach der japanischen Basis Truk detachiert, um die dortige Garnison zu verstärken. Dieser Konvoi verließ Tateyama Ende Januar und traf, nachdem unterwegs die Yasukuni Maru (11.933 BRT) einem Angriff des US-U-Bootes Trigger zum Opfer gefallen war, am 1./2. Februar 1944 in Truk ein. Dort wurde die Akagi Maru schließlich am 17. Februar 1944 vom US-Großangriff auf das Atoll überrascht.

## Untergang derAkagi Maru
In den Morgenstunden des 17. Februar 1944 verließ die Akagi Maru zusammen mit dem Leichten Kreuzer Katori – es handelte sich hierbei allerdings nur um ein knapp 18 Knoten schnellen Schulkreuzer –, dem Minensucher Shonan Maru und zwei Sicherungszerstörern die Lagune von Truk. Dieser Geleitzug (Konvoi No. 4215) sollte rund 2800 Soldaten im Rahmen einer Verlegung von Truk nach Yokosuka transportieren. An Bord des Hilfskreuzers befanden sich 512 Soldaten und insgesamt 788 (oder 797?) Marineangehörige. 

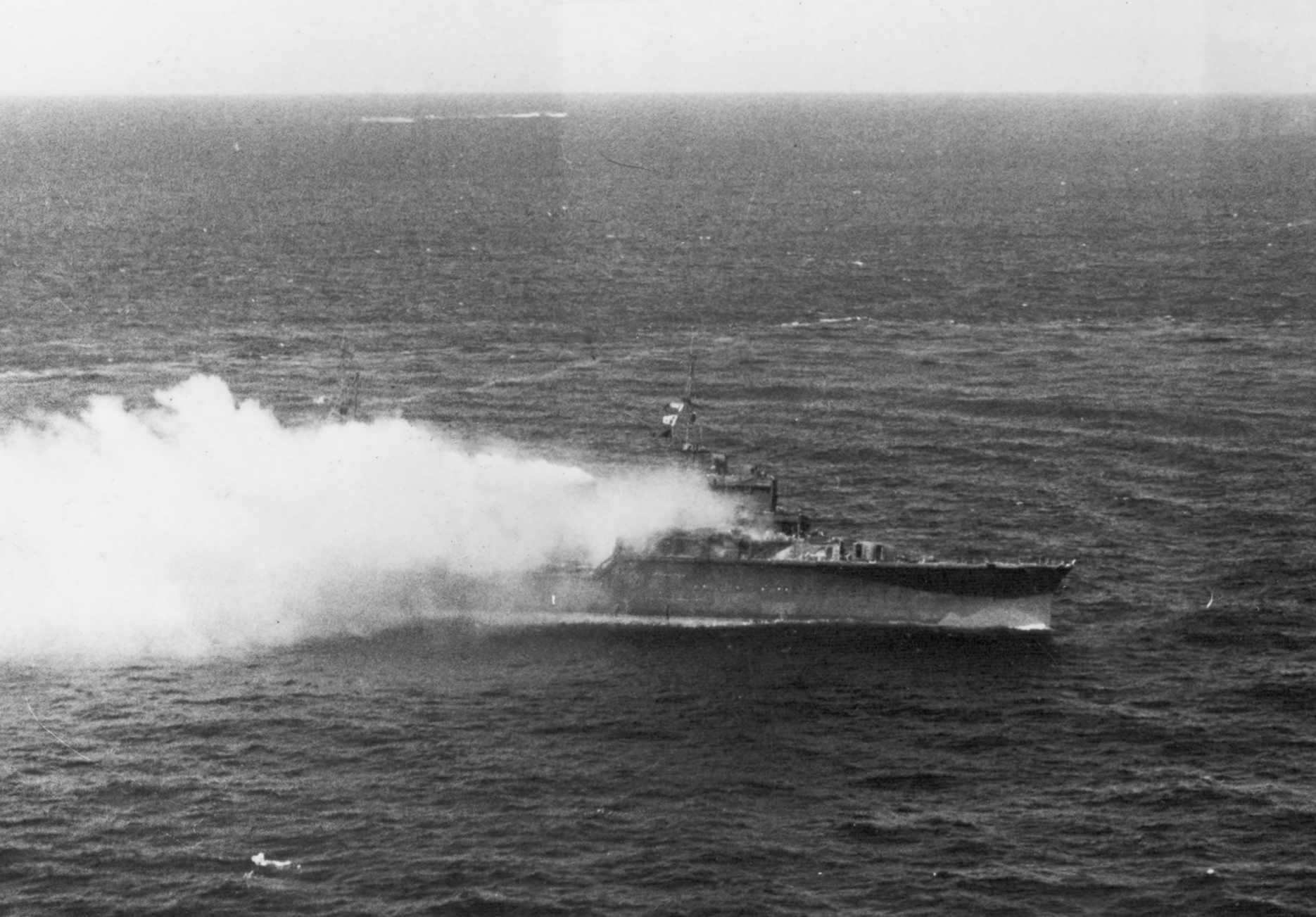
Der brennende Kreuzer Katori kurz vor seinem Untergang (17. Februar 1944)

Kurz nach dem Passieren des Nordausgangs des Atolls wurde der Verband gegen 5:00 Uhr von F6F-Hellcat-Jägern und TBF-Avenger-Torpedobombern der überraschend auftauchenden ersten US-Angriffswelle attackiert, wobei die Katori und ein Zerstörer beschädigt wurden. Die etwas hinter dem Geleitzug stehende Akagi Maru blieb zunächst unbehelligt, wurde jedoch um 7:30 Uhr bei einem neuerlichen Angriff (ausgeführt von Maschinen der US-Träger Yorktown, Essex und Cabot) von einer 227-Kilogramm-Bombe vor der Kommandobrücke getroffen. Die Schäden waren beträchtlich, doch blieb das Schiff vorerst einsatzbereit und setzte seine Fahrt fort. Beinahe zwei Stunden lang zogen sich die sporadischen Attacken hin. Zwischen 9:10 und 9:54 Uhr trafen jedoch zwei weitere 227-Kilogramm-Bomben den Hilfskreuzer hinter den Aufbauten, etwa auf Höhe des hinteren Laderaumes Nr. 5. Diese beiden Treffer verursachten schwere Brände und führten zu einer Serie von Treibstoff- und Munitionsexplosionen. Da zudem die Maschinenanlage ausfiel und das Schiff manövrierunfähig zu treiben begann, wurde um 10:30 Uhr der Befehl gegeben, die Akagi Maru aufzugeben. Der Großteil der Personen an Bord wurde daraufhin von der bereits beschädigten Katori abgeborgen und der brennende Hilfskreuzer um 10:47 Uhr vom Sicherungszerstörer Nowaki durch einen Torpedoschuss versenkt.
Wie viele Personen von Bord des Hilfskreuzers gerettet werden konnten, ist nicht genau gesichert. Indessen jedoch wurde der Kreuzer Katori, der die Überlebenden aufgenommen hatte, selbst gegen 15:30 Uhr und rund 40 Seemeilen nordwestlich von Truk versenkt – unter anderem durch Artilleriebeschuss des US-Schlachtschiffes Iowa –, wobei alle zuvor geretteten Überlebenden von der Akagi Maru den Tod fanden. Zwar wurde nach dem Sinken des Trainingskreuzers eine größere Zahl Überlebender im Wasser beobachtet, doch unternahmen die US-Schiffe keinen Rettungsversuch.
Folglich gab es von den etwa 1300 Menschen an Bord des Hilfskreuzers keine Überlebenden. Der letzte Kommandant der Akagi Maru, Kaigun-Taisa Kurosaki, wurde später posthum zum Konteradmiral ernannt. Das Schiff selbst wurde am 31. März 1944 aus dem Schiffsregister gestrichen.